# Teatro Municipal de Río de Janeiro
El Teatro Municipal de Río de Janeiro (en portugués Theatro Municipal do Rio de Janeiro) es un teatro de ópera situado en Cinelândia, en el Centro de Río de Janeiro (Brasil). Sigue un estilo ecléctico inspirado en la  la Ópera de Garnier. Fue construido entre 1905 y 1909. Fue renovado 1934, 1975, 1996 y 2008. Junto con el Teatro Municipal de São Paulo, cuenta con un estilo ecléctico inspirado en la Ópera de París de Charles Garnier. Su aforo es de 2357 localidades. Se encuentra a pocos pasos de la estación Cinelândia del Metro de Río de Janeiro.

## Sitio
Se localiza sobre la Avenida Central en la Plaza Floriano, en la zona conocida como Cinelândia. El Teatro ocupa la extensión de una cuadra al poseer 4220 m²; está detrás de la Avenida Manoel de Carvalho, con las avenidas laterales de Río Blanco y 13 de Maio y en la parte frontal la Avenida Evaristo da Veiga número 20040, en la Plaza Floriano. 

## Historia
La idea de un teatro nacional con una compañía artística estatal existía desde mediados del siglo XIX y tuvo en el dramaturgo João Caetano y sobre todo en el escritor Artur Azevedo sus primeros defensores.

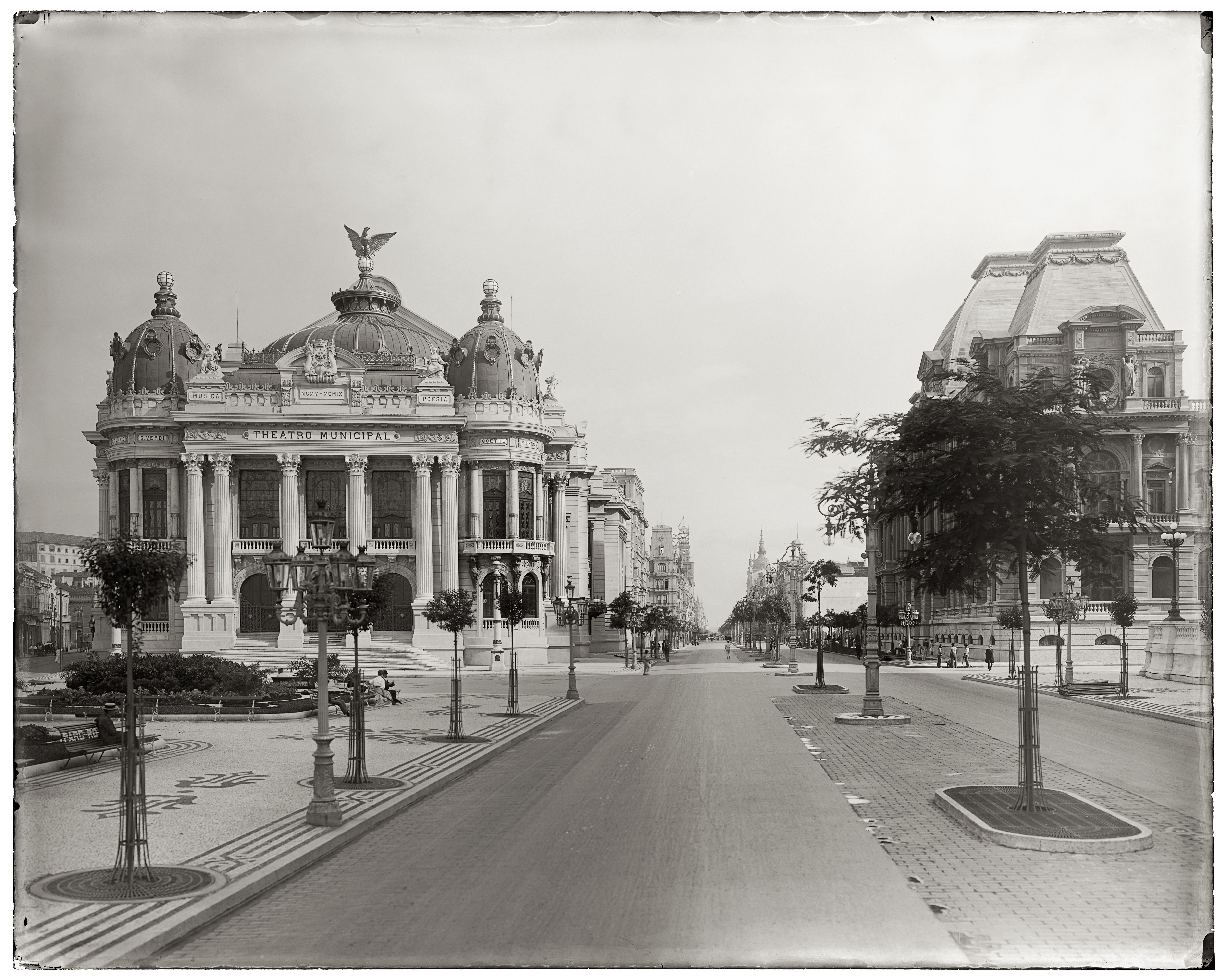
La Avenida Rio Branco poco después de la finalización del Teatro

El 15 de octubre de 1903 el alcalde Francisco Pereira Passos abrió un concurso público para el proyecto. De las siete propuestas recibidas a marzo de 1904, se escogieron las de los arquitectos Francisco de Oliveira Passos (hijo de Pereira Passos) y Albert Guilbert. La selección estuvo marcada por acusaciones de nepotismo y el proyecto final fue el resultado de la fusión de los dos ganadores, ambos inspirados en la Ópera de París.
El 20 de mayo de 1905 se colocó la primera piedra. Para su construcción se contrató los mayores artistas brasileños de la época, como Eliseu Visconti, Rodolfo Amoedo y Rodolfo Bernardelli, que crearon las pinturas y esculturas que adornan la sala de espectáculos, la fachada, y las áreas de circulación de la periferia del teatro. Los trabajos tuvieron un ritmo acelerado, con 280 trabajadores en dos turnos, y el edificio se inauguró el 14 de julio de 1909 con una capacidad para 1739 espectadores.
En un principio, el teatro funcionaba simplemente como una sala de espectáculos que exhibía obras de compañías extranjeras, principalmente de Italia y Francia, pero a partir de los años 1930 pasó a tener su propio cuerpos artísticos (ballet, orquesta, coro). En la actualidad, es la única institución capaz de mantener una compañía de ballet, un coro y una orquesta sinfónica.
En 1934 se realizó la primera de las cuatro reformas que se han realizado en el teatro reforma, que aumentó el aforo de la sala a 2205 localidades. En 1975 se restauró y modernizó el edificio y se creó el Centro Técnico de Producción. En 1996 se construyó un Anexo con salas de ensayo para el Coro, Orquesta Sinfónica y Ballet. Y entre 2008 y 2010 y se emprendió una nueva restauración y modernización de las instalaciones.

## Arquitectura
El edificio es de estilo ecléctico, con elementos barrocos y del Art Nouveau. En su fachada se destaca una columnata compuesta por seis enormes columnas de mármol italiano y una escalinata monumental de acceso. En la parte superior cuenta con una serie de vitrales hechos en Alemania que representan a las musas. Coronando las cuatro esquinas del edificio hay representaciones de la Poesía y la Música (fachada central), la Danza y el Canto (fachada de la avenida Rio Branco) y Tragedia y Comedia (avenida Treze de Maio).
En el interior cuenta con suelos de mosaico veneciano. El vestíbulo y el salón principal están decorados con materiales como mármol, ónix, bronce, espejos, dorados y cristales, así como con esculturas de artistas como el Charles Raoul Verlet y Jean Antoine Injalbert. Cuenta con una gran cúpula diseñada por Eliseu Visconti. Su antiguo restaurante está decorado con frisos, columnas, lámparas y estatuas inspiradas en la antigua ciudad de Persépolis y la cultura Babilónica.